# Félénk vagyok, de hódítani akarok
A Félénk vagyok, de hódítani akarok (franciául: Je suis timide... mais je me soigne) 1978-ban bemutatott, road-movie jellegű francia filmvígjáték Pierre Richard rendezésében és főszereplésével.
Magyarországon 1979-ben mutatták be, igen nagy sikerrel.

## Cselekmény
|  | Alább a cselekmény részletei következnek! |

Pierre Renaud a vichy-i Park Hotel főpénztárosaként dolgozik. Olyan problémával küzd, amelyben Michelangelónak, Stendhalnak, Robespierre-nek és Napóleonnak is része volt, ám sikerült rajta felülkerekedniük. Ez a probléma főként a nőkkel szembeni kóros félénkség. Miután Pierre tíz évig nem mert közeledni titkos szerelméhez, belátja, segítségre van szüksége. Segítségül hívja az Alkalmazott  Pszichológiai Intézet munkatársát, Aldo Ferrarit. A dörzsölt és bőbeszédű Aldo rásóz egy rakás külcsínt javító eszközt, kondigépeket, szoláriumot, majd megkezdődik a terápia, melynek lényege lelki és önbizalom-növelő gyakorlatok, magnókazettáról, persze borsos összegért. Pierre gyors ütemben javulni kezd, ám egy napon a szálloda pénztárában ülve meglát egy távozó nagyon csinos és szemlátomást gazdag hölgyvendéget, Ágnest, akibe azonnal szerelmes lesz. Miután megtudja, hogy Ágnes Nizzába, az elegáns Hotel Negrescóba utazik, kilép munkahelyéről és autóstoppal utána megy, titkon remélve, hogy meghódíthatja.
A Hotel Negrescóban meglepve tapasztalja, hogy nem veszik fel ismeretlenül főpénztárosnak, de edénymosogatóként alkalmazzák. Főnöke a pikírt főpincér, Henri úr, fekete kollégái ritmusra mosogatnak. Pierre szabadidejében az unatkozó milliomoslánynak tűnő Ágnes minden lépését követi a téli Nizzában, de közeledni nem mer hozzá. Magnókazettákról tovább folytatja az önbizalomnövelő gyakorlatokat, ezek részeként olyan dolgokat kell megtennie, amiktől fél, ilyen a „gatyóvásárlás” és a Henri úrral való társalgás. Az alsónadrág-vásárlás nem igazán sikerül, de a Henri úrral való szembenézés jobb eredményt hoz. Emiatti örömében szinte golyóállónak vélve magát simán besétál a forgalmas útra, majdnem elüti egy autó, amit véletlenül Aldo vezet. Mivel Pierre egy igen jó ügyfél, valamint gyorsan össze is barátkoznak, Aldo segíteni kezd neki Ágnes meghódításában.
Ágnes továbbra is az unatkozó gazdagok életét éli a városban, golfozni, tekézni és diszkóba jár, de arcán mindig valami furcsa unott kelletlenség van. Pierre Aldo kíséretében követi a lány minden lépését és próbálna közeledni hozzá, ám az erre irányuló kísérletei félénksége és ügyetlensége miatt sorra kudarcot vallanak.
Aldo úgy gondolja, taktikát kell váltani. Nem közeledünk, hanem nagymenőnek mutatjuk magunkat, megvárjuk, hogy Ágnes magától figyeljen fel Pierre-re. Mivel Ágnes minden nap a szállodában ebédel, Pierre a szabadnapján szintén helyet foglaltat magának. Henri úr, a rosszindulatú főpincér gúnyosan és lekezelően fogadja, majd gondoskodik róla, hogy Pierre egy heti bérét költse el egy ebédre, tetejébe egy oszlop mögé ülteti, ahonnan Ágnest nem is láthatja. A végére úgy tűnik, Pierre a számláját sem tudja kifizetni, Henri úr már a rendőrséget is kihívatja. Aldo látja a zűrt, bemegy, Pierre sofőrjének mondja magát és odacsúsztatja neki a pénzt. Henri urat a guta kerülgeti mérgében.
Ágnes Nizza után az ország másik végébe, Deauville-be költözik, szintén egy elegáns szállodába, persze mindketten követik. A költségek fedezésére Aldo még ócska kocsiját is eladja. Egy bérelt amerikai autóval érkeznek, Pierre gazdag olajmilliomosnak és az úri sportokban jártas playboynak mutatja magát. Úgy alakítja, hogy valahogy  mindig véletlenül Ágnes közelében tartózkodjon, várva, hogy a lány felfigyeljen rá. Próbál lovaspólózni, bowlingozni, homokvitorlázni, Aldo pedig adja alá a lovat, titkárának mutatva magát. Ügyetlenkedései azonban inkább csak megmosolyogtatóak a lány szemében.
Végül Aldo szólítja meg a lányt Pierre távollétében. Meglepve hallja, a gazdagnak látszó Ágnes egy bolti eladó, aki vetélkedőn nyerte az egy hónapos luxusutat, de igencsak elege van a luxusszállodák „állatvilágából”. Nem szereti a gazdagokat, nem hiszi el, hogy Pierre egyszerű, belé szerelmes pénztáros, nem pedig ütődött milliomos.
Utolsó estéjét Ágnes a kaszinóban tölti. Aldo üzenetet hagy Pierre-nek, hogy jöjjön le, de viselkedjen természetesen. Pierre ezt félreérti, immár a tökélyre fejlesztett milliomos nagymenő stílusában érkezik. Tetejébe minden játékasztalnál nyer, a végén már egy kisebb vagyont. Mivel mostanra tényleg úgy néz ki és úgy is viselkedik, mint egy playboy, Ágnes nem hisz nekik, úgy gondolja, csak játszadoznak vele, otthagyja őket. Addigra azonban Pierre sikeresen elveszti, amit addig nyert, egy fillérjük sem maradt. Utolsó éjszaka végső kétségbeesésében műtüzet csináltat Aldóval a szállodában, hogy hős megmentőként léphessen fel a lánynál, azonban ez is félresikerül.
Reggel Pierre és Aldo már a szállodai szobát sem tudják kifizetni. Megszöknek, majd autóstoppal próbálnak meg hazajutni. Ágnes utazása is véget ér. A szervező részére tételesen le kell számolnia az összes ruhával, ékszerrel, amit az utazásra kapott. Távozáskor a szálloda portásától hallja meg, hogy az éjszakai tüzet egy csavargó okozta, aki bérelt amerikai kocsival érkezett, majd fizetés nélkül távozott. Ágnes az utazás szervezőjének céges furgonjával indulna haza. Aldo és Pierre véletlenül éppen őket próbálja meg leinteni, de úgy döntenek, inkább megvárnak egy rendes autót, ezt meg elküldik. Mire visszafordulnak, a furgon már elment, viszont ott áll az út közepén Ágnes, aki már hisz nekik. Hárman, mint jóbarátok gyalog indulnak haza.
|  | Itt a vége a cselekmény részletezésének! |

## Szereplők
| Szereplő                        | Színész                | Magyar hang           |
| ------------------------------- | ---------------------- | --------------------- |
| Pierre Renaud                   | Pierre Richard         | Tahi Tóth László      |
| Aldo Ferrari                    | Aldo Maccione          | Szilágyi Tibor        |
| Henri úr                        | Jacques François       | Gelley Kornél         |
| Agnès Jensen                    | Mimi Coutelier         | Kovács Nóra           |
| Gilles                          | Jean-Claude Massoulier | S. Tóth József        |
| Kamionsofőrnő                   | Catherine Lachens      | Kishonti Ildikó       |
| Mimi kisasszony                 | Hélène Manesse         | Peremartoni Krisztina |
| Spagettiző teherautó-sofőr      | Jacques Fabbri         | Huszár László         |
| Trinita                         | Robert Castel          | Szokolay Ottó         |
| Deauville-i szálloda igazgatója | Gérard Dauzat          | Szakácsi Sándor       |
| Negresco Szálló igazgatója      | Jean-Pierre Lorrain    | Kenderesi Tibor       |
| Ruhabolt tulajdonosa            | Louis Navarre          | Somogyvári Pál        |
| Fekete mosogatófiú              | Gilbert François       | Kertész Péter         |
| Bőrkabátos golyózó              | Charly Bertoni         | Csurka László         |
| Autókereskedő                   | Robert Dalban          | ?                     |